# Eupithecia leptogrammata
Eupithecia leptogrammata är en fjärilsart som beskrevs av Otto Staudinger 1882. Eupithecia leptogrammata ingår i släktet Eupithecia och familjen mätare. Inga underarter finns listade i Catalogue of Life.